# 北角浩一
北角 浩一（きたずみ こういち、1961年5月24日 - ）は、日本の実業家。株式会社日本一ソフトウェア取締役会長。

## 人物
- 三重県津市出身。
- 愛知県立津島高等学校卒業。
- 愛知大学1984年卒業。

## 職歴
- 1984年4月 サン電子に入社
- 1991年7月 サン電子を退社
- 1991年9月 有限会社プリズム（現ローゼンクイーン商会）設立、同時に取締役就任（現任）
- 1993年7月 有限会社プリズム企画（現・株式会社日本一ソフトウェア）設立、同時に代表取締役社長就任
- 2003年12月 NIS America, Inc.設立、同時に代表取締役会長就任（現任）
- 2007年9月 株式会社システムプリズマ代表取締役会長就任
- 2009年7月 株式会社日本一ソフトウェア代表取締役会長就任（現任）
- 2011年6月 株式会社システムプリズマ代表取締役社長就任（現任）
- 2011年12月 株式会社ディオンエンターテインメント設立、同時に取締役社長就任
- 2012年4月 株式会社ディオンエンターテインメント取締役会長就任
- 2012年11月 Nippon Ichi Software Asia Pte.Ltd.設立、同時に代表取締役社長就任（現任）
- 2014年12月 株式会社ディオンエンターテインメント取締役社長就任（現任）[1]